# 맨발의 의사

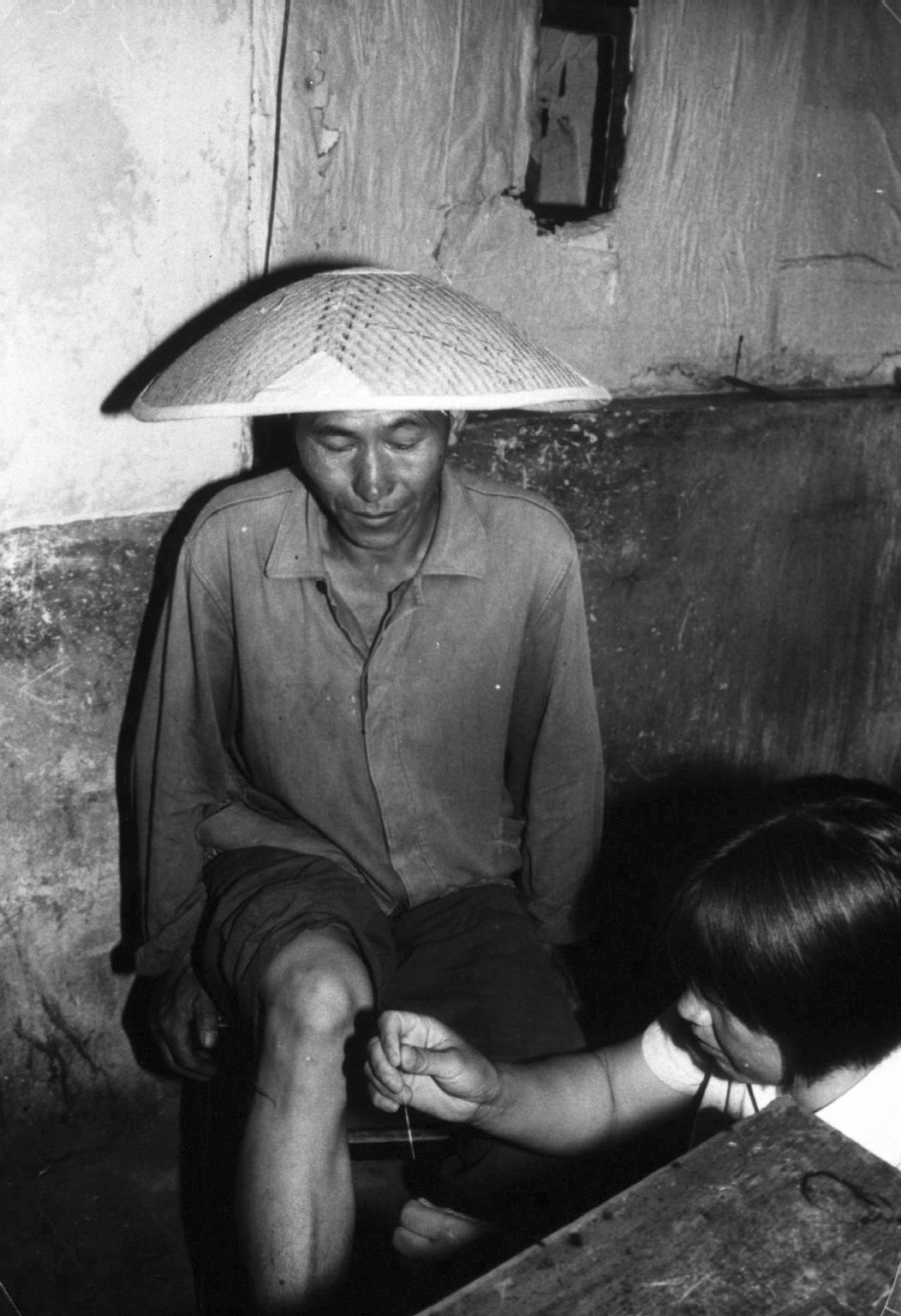

맨발의 의사(赤脚医生)는 중국 농촌 마을에서 기초 의료 훈련을 받고 근무한 의료 제공자였다. 그들의 목적은 도시에서 훈련받은 의사들이 정착하지 못하는 시골 지역에 의료 서비스를 제공하는 것이었다. 그들은 기본적인 위생, 예방적 건강 관리, 가족계획을 장려하고 일반적인 질병을 치료했다.
1949년 이후 지방에서 실험이 있었지만, 1965년 마오쩌둥의 보건연설 이후 개념이 개발되어 제도화되었다. 1968년에는 프로그램이 국가정책으로 통합됐다. 이러한 프로그램은 지역 사회 참여를 포함하여 농촌에서 의료 서비스를 제공하였다.
맨발의 의사들은 문화대혁명의 일부가 되었고, 맨발의 의사들은 서양의학을 중의학과 융합하여 농촌에 계속해서 소개했다. 이후 시장지향적인 개혁이 시작되면서 맨발의 의사에 대한 정치적 지지는 사라졌고 1980년대 체제가 붕괴된 후 농민들의 의료 위기가 크게 증가했다. 맨발의 의사는 1978년 세계보건기구 일차보건의료에 관한 회의에 영감을 주었고 그 결과 알마아타 선언을 야기했다.
문화대혁명 이전까지 중국의 의료 제도는 다면적이었다.
농촌 의료는 중화인민공화국이 수립된 1949년에 변화하기 시작했다. 정부는 특히 예방의학과 중의학에 서양의학을 통합하는 의료에 더 집중하기 시작했다. 국가 소유이지만 상주 의사가 운영하는 협동클리닉은 농촌 지역의 의료 부족 문제를 해결하는 한 가지 방법이 되었다. 마오쩌둥은 도시와 농촌 의료의 질 차이를 지적했고, 이것이 맨발의 의사 프로그램의 시작을 촉발했다. 중국 인구의 80~90%가 농촌 지역에 거주하기 때문에 중국에서 농촌 의료는 매우 중요하게 여겨졌다. 이것이 마오가 농촌 의료를 강조하는 것이 중요하다고 생각한 이유이다.
맨발의 의사들의 일은 중화인민공화국의 의료비를 효과적으로 절감하고 농촌 농민들에게 1차 진료를 제공했다. 세계보건기구(WHO)는 “농촌 의료 서비스 부족 문제를 성공적으로 해결한 사례”로 평가했다. 맨발의 의사들이 저렴한 비용으로 1차 의료를 제공했기 때문에 중국은 유엔과 WHO에 가입했다. 더욱이 맨발의 의사 모델의 성공은 빈곤 국가의 많은 질병이 상당한 재정적 자원이나 기술 혁신 없이 예방되고 해결될 수 있음을 보였다. 이러한 상당한 개선을 통해 중국의 공중 보건 상태는 향상되었다. 이 중 어느 정도가 맨발의 의사들에게 있다고 단정하기는 어렵지만 적어도 농촌 지역에서는 확실히 역할을 했다.
맨발의 의사에 대해서 긍정적인 재검토가 있다. 그러나 문화대혁명에 대한 논의에 대한 제한은 중국 자체에서 이러한 논쟁을 막는다.

## 중국의 '맨발의 의사'의 끝
현재 중국 농촌에서 개업 중인 마을 의사의 3분의 2가 맨발 의사로 훈련을 시작했다. 여기에는 추가 훈련을 받기 전에 5년 동안 맨발의 의사로 일했던 중국의 전 보건부 장관 천주 가 포함된다. 

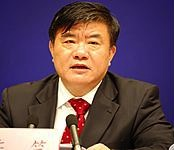
Chen Zhu, China's former Minister of Health

맨발의 의사제도는 1981년 덩샤오핑의 등장과 농업협동조합의 코뮌 제도의 종말과 함께 폐지되었다. 중국의 새로운 경제 정책은 집단주의에서 가족 단위의 개인 생산으로의 전환을 촉진했다. 맨발의사 모델은 1985년 중국 의학 개혁 때 '맨발의사'라는 용어가 의료 시스템에서 제거되고 '마을의 사'라는 용어와 개념으로 대체되면서 공식적으로 종료되었다. 이러한 변화는 의료 시스템의 민영화를 초래하여 맨발의 의사와 예방 의학 및 1차 의료에 중점을 둔 의사를 소외시켰다. 맨발의 의사들은 국가고시에 응시할 수 있는 기회가 주어졌고, 합격하면 마을 의사가 되고, 그렇지 않으면 마을 건강 보조원이 되었다. 몇몇 마을 의사들은 나중에 의과대학에 들어갔다.
맨발의 의사 제도가 종료된 직후인 1977년에서 1989년 사이에 마을 의사들은 환자에게 진료비를 청구하기 시작했다. 새로운 경제적 인센티브 때문에 예방 치료보다 만성 질환 치료에 초점을 돌리기 시작했습니다. 1984년까지 마을 RCMS 적용 범위는 90%에서 4.8%로 떨어졌다. 맨발의 의사들의 공익적 업무가 없었다면 1980년대 체제가 무너진 후 농민들의 의료 위기가 크게 증가했다. 의료 민영화와 함께 중앙정부가 국가 의료에서 차지하는 역할은 점점 작아졌다. 가장 중요한 것은 중앙 정부가 의료에 더 적은 기금을 기부하기 시작했고, 그 책임은 지방 정부에 떠올랐다는 것이다. 이러한 개인, 지방 정부는 세금을 통해 자금을 모아야 했고, 이는 부유한 시민과 가난한 시민이 있는 지역 간의 불균형을 초래했다.

## 같이 보기
- 중국의 보건의료
- 준의사